# Elisabeth Brock-Sulzer
Elisabeth Brock-Sulzer (Elgg, 25 januari 1903 - Zürich, 16 oktober 1981) was een Zwitserse journaliste, onderwijzeres en vertaalster.

## Biografie
Elisabeth Brock-Sulzer was een dochter van Heinrich Sulzer, een leraar. Na haar schooltijd aan de hogere meisjesschool van Zürich studeerde ze Romaanse literatuur aan de Universiteit van Zürich, waar ze in 1927 een doctoraat behaalde. In 1931 trouwde ze met Erich Brock. Van 1931 tot 1968 was ze lerares aan de hogere meisjesschool van Zürich. Van 1945 tot 1977 werkte ze voor de krant Die Tat. Ze was tevens een eminente theaterrecensente. Ze verdedigde reeds vroeg het werk van Friedrich Dürrenmatt. Tevens vertaalde ze werken van Charles-Ferdinand Ramuz in het Duits.

## Werken
- (de)  Theater: Kritik aus Liebe, 1954.
- (de)  Friedrich Dürrenmatt: Stationen seines Werkes, 1960.
- (de)  Ernst Ginsberg, 1963.
- (de)  Gotthold Ephraim Lessing, 1967.

- Bibsys: 90113922
- Bibliothèque nationale de France: cb11885829g (data)
- CiNii: DA05772419
- Gemeinsame Normdatei: 11652667X
- Historisch woordenboek van Zwitserland: 009448
- International Standard Name Identifier: 0000 0001 0936 1695
- Library of Congress Control Number: n83059637
- Nationale Bibliotheek van Letland: 000233867
- Nationale Bibliotheek van Tsjechië: mzk2011663637
- Nationale Bibliotheek van Israël: 987007594751505171
- Nederlandse Thesaurus van Auteursnamen: 070337780
- Réseau des bibliothèques de Suisse occidentale: 02-A003045443
- LIBRIS: 178271
- Système universitaire de documentation: 026650622
- Theaterlexikon der Schweiz: Elisabeth_Brock-Sulzer
- Trove: 1120517
- Virtual International Authority File: 111988992
- WorldCat: E39PBJgxp3pbxvDdCH4vybkFKd